# S/y Otago
Otago – polski jacht żaglowy, typu J-140 ("stuczterdziestka"). Właścicielem i armatorem jachtu był Jachtklub Stoczni Gdańskiej. 

## Historia i rejsy
Kadłub Otago zwodowany został w 1959 r. Nazwany od barku Otago, który prowadził kpt. Józef Konrad Korzeniowski w 1888–1889.

### Udział w pierwszych regatach okołoziemskich Whitbread Round The World Race 1973 - 1974
Wraz z Copernicusem wziął udział w pierwszych regatach okołoziemskich Whitbread Round The World Race w 1973–1974, w których Otago prowadził kpt. Zdzisław Pieńkawa. Mimo złamanego podczas regat bezanmasztu Otago ukończył regaty 1973-4 na 13 miejscu. W skład załogi Otago wchodzili: Witold Ciecholewski, znany konstruktor okrętowy i projektant żaglowców - Zygmunt Choreń, Bohdan Berggrün, Iwona Pieńkawa, Kazimierz Kurzydło, Edwin Trzos, Stanisław Jakubczyk, Adam Michel. Po regatach 1973-74 dwoje uczestników napisało dwie książki-relacje: kpt. Zdzisław Pieńkawa oraz Iwona Pieńkawa, członkini załogi Otago i jednocześnie córka kapitana (zobacz sekcję Bibliografia).

### Zatonięcie u wybrzeży Wyspy Niedźwiedziej
Otago zatonął w rejsie na Spitsbergen na kotwicowisku w zatoce Herwigshamn u wybrzeża Wyspy Niedźwiedziej 29 sierpnia 1976 r. na przybliżonej pozycji 74°30′48″N 18°59′05″E/74,513333 18,984722, w czasie kolejnej akcji ratowniczej. 
Przyczyną zatonięcia jachtu w czasie postoju na kotwicy, była zmiana kierunku wiatru z SW na W 6° B, a później na WNW, który wraz z działającą falą spowodował wyrwanie i wleczenie kotwicy, co doprowadziło do przecieku kadłuba powstałego w rezultacie uszkodzenia poszycia kadłuba jachtu o skały w dniu 17 sierpnia 1976 r.. 23 sierpnia 1976 r. załogę jachtu z wyjątkiem kapitana zabrał do Polski ORP Kopernik, prowadzący badania w rejonie Spitsbergenu, który wcześniej próbował uratować Otago.
Próby odszukania wraku Otago podczas rejsu jachtu Syrenka w 2008 r. nie dały rezultatu.